# Provisorischer Kärntner Landtag 1848/1849
Der Provisorische Kärntner Landtag war 1848/1849 das erste Landesparlament in Kärnten.

## Geschichte
In Kärnten bestanden die Kärntner Landstände. Diese waren im 18. Jahrhundert weitgehend bedeutungslos geworden, bestanden aber weiter. In der Revolution von 1848/1849 im Kaisertum Österreich wurden sie letztmalig einberufen und wählten Vertreter in den Ständischen Zentralausschuss. Der der „Große Ausschuss“ (aus 22 Vertretern des Prälaten-, Herren- und Ritterstandes) der Landstände wurde danach letztmalig einberufen und um Vertreter des Bürger- und des Bauernstandes erweitert. Dieser „verstärkte“ Ständische Ausschuss trat am 31. Mai zusammen nahm einen recht konservativen Entwurf einer provisorischen Landtagsorganisation (erarbeitet von Adolf Ritter von Tschabuschnigg) an.
Auf dieser Rechtsgrundlage wurden die Mitglieder des Provisorischen Kärntner Landtags gewählt. Der verstärkte Ständische Ausschuss berief den Landtag am 5. Juli für den 17. Juli zu einer konstituierenden Sitzung ein.
Der Landtag trat in zwei Landtagsessionen zusammen: Vom 17. Juli bis 6. September 1848 und vom 16. bis 17. Oktober 1848.
Der Landtag beriet seine Geschäftsordnung, eine Gemeindeordnung und vor allem einen Entwurf einer Landesverfassung.

## Zusammensetzung
Der Landtag bestand aus dem Vorsitzenden und 72 weiteren Abgeordneten (auf der ersten Landtagssitzung wurde die Abgeordnetenzahl auf 73 erhöht). Diese verteilten sich wie folgt:
- 14 Mandate für die in der Landesmatrikel enthaltenen geistlichen Pfründen und Familien
- 10 Mandate für die nicht immatrikulierten größeren Grundbesitzer
- 6 Mandate für die Industrie
- 14 Mandate für die „größeren bürgerlichen Gemeinden“
- 28 Mandate für die „übrigen bürgerlichen und die Landgemeinden“

Für jeden Abgeordneten wurde ein Ersatzmann gewählt. Diese waren Verhindungsvertreter, nahmen also an den Sitzungen teil, wenn der eigentlich gewählte verhindert war. Diejenigen, die an keiner Sitzung teilnahmen, sind durch einen Stern (*) gekennzeichnet. Wahlberechtigt waren Männer die das 24. Lebensjahr erreicht hatten, österreichische
Bürge und wirtschaftlich Selbständig waren. Ein Zensus wurde nicht gefordert, auch war das Wahlrecht von der Konfession unabhängig. Die Wahl war eine direkte Wahl (außer bei den Landgemeinden, wo eine indirekte Wahl durch Wahlmänner vorgenommen wurde).

## Auflösung des Landtags
Die Oktroyierte Märzverfassung vom 4. März 1849 hob die provisorischen Provinziallandtage offiziell auf. Auch die Kronländer erhielten neue Landesverfassungen, die ständischen Landtage wurden aufgelöst. Die neuen Verfassungen sahen Landtage vor, diese wurden aber nie einberufen. Damit blieb der verstärkte Landtagsausschuss bis April 1861 im Amt. Ab 1861 bestand dann der Kärntner Landtag.

## Liste der Abgeordneten
| Kurie                                  | Ort                                                                          | Abgeordneter                            | Stellvertreter                             | Anmerkung |
| -------------------------------------- | ---------------------------------------------------------------------------- | --------------------------------------- | ------------------------------------------ | --- |
| Landesmatrikel                         |                                                                              | Karl Graf Lodron                        | Anton Ritter von Moro                      | |
| Landesmatrikel                         |                                                                              | Adolf Ritter von Tschabuschnigg         | Alfred Graf Christallnigg (*)              | |
| Landesmatrikel                         |                                                                              | Ferdinand Graf Egger (*)                | Friedrich Graf Rosenberg                   | |
| Landesmatrikel                         |                                                                              | Ferdinand Fürst Rosenberg               | Eduard Freiherr von Herbert                | |
| Landesmatrikel                         |                                                                              | Domprobst Anton Stelzich (*)            | Johann Michael Achatz, Domdechant von Gurk | |
| Landesmatrikel                         |                                                                              | Alfred Freiherr von Hingenau            | Johann Freiherr von Kaiserstein            | Kaiserstein verstarb, bevor er sein Mandat antreten konnte. Nachfolger wurde Andreas von Moro |
| Landesmatrikel                         |                                                                              | Paul Freiherr von Herbert               | Josef Ritter von Lizlhofen (*)             | |
| Landesmatrikel                         |                                                                              | Thomas Ritter von Moro                  | Julius Ritter von Rainer                   | |
| Landesmatrikel                         |                                                                              | Felix Freiherr von Longo                | Franz Kramer zu Kreug                      | Parlamentspräsident |
| Landesmatrikel                         |                                                                              | Peter Graf Goëss (*)                    | Max Ritter von Moro                        | |
| Landesmatrikel                         |                                                                              | Ferdinand Ritter von Findenigg          | Gustav Graf von Egger (*)                  | |
| Landesmatrikel                         |                                                                              | Konstantin Graf Lodron                  | Hugo Graf Henkel                           | |
| Landesmatrikel                         |                                                                              | Adolf Freiherr von Aichelburg           | Theodor Ritter von Moro                    | |
| Landesmatrikel                         |                                                                              | Anton Graf von Goëss                    | Josef Freiherr von Aichelburg (*)          | |
| Größer Grundbesitzer                   | Unterkärnten                                                                 | Ferdinand von Knappitsch                | Johann Burger                              | |
| Größer Grundbesitzer                   | Unterkärnten                                                                 | Thaddäus von Lanner                     | Albert von Hummelauer                      | |
| Größer Grundbesitzer                   | Unterkärnten                                                                 | Josef Taller                            | Franz Rauscher                             | |
| Größer Grundbesitzer                   | Unterkärnten                                                                 | Balthasar Umfahrer                      | Peter Kernmayer                            | |
| Größer Grundbesitzer                   | Unterkärnten                                                                 | Karl Schriefl                           | Ignaz Leitgeb                              | |
| Größer Grundbesitzer                   | Unterkärnten                                                                 | Matthäus Gantschnigg                    | Johann Novak                               | |
| Industrie                              | Unterkärnten                                                                 | Ludwig Weber                            | Johann Kretz                               | |
| Industrie                              | Unterkärnten                                                                 | Josef Lax                               | Johann von Kronthal                        | |
| Industrie                              | Unterkärnten                                                                 | Anton Bolleritsch                       | Gustav Kazetl                              | |
| Industrie                              | Unterkärnten                                                                 | Albert Spieß                            | Anton Müller                               | |
| Industrie                              | Unterkärnten                                                                 | Franz Ritter von Jakomini               | Franz Holenia                              | |
| Größer Grundbesitzer                   | Oberkärnten                                                                  | Blasius Lapusch                         | Jakob Sereinigg                            | |
| Größer Grundbesitzer                   | Oberkärnten                                                                  | Johann Lautmann                         | Johann Kowinter                            | |
| Größer Grundbesitzer                   | Oberkärnten                                                                  | Michael Oprießnigg                      | Franz Valentinitsch                        | |
| Größer Grundbesitzer                   | Oberkärnten                                                                  | Jakob Pachernigg                        | Urban Tschemerniat                         | |
| Industrie                              | Oberkärnten                                                                  |                                         |                                            | Die Wahl konnte trotz drei Versuchen nicht durchgeführt werden |
| Größere bürgerlichen Gemeinden         | Klagenfurt                                                                   | Mathias Rulitz                          | Anton Ohrfandl                             | |
| Größere bürgerlichen Gemeinden         | Klagenfurt                                                                   | Josef Janesch                           | Franz Polster                              | |
| Größere bürgerlichen Gemeinden         | Klagenfurt                                                                   | Johann Michael Rothauer                 | Christoph Neuner                           | |
| Größere bürgerlichen Gemeinden         | Klagenfurt                                                                   | Andreas Koller                          | Ferdinand Hauser                           | Vizepräsident |
| Größere bürgerlichen Gemeinden         | Klagenfurt                                                                   | Josef Scheriau                          | Josef Guggitz                              | |
| Größere bürgerlichen Gemeinden         | Klagenfurt                                                                   | Vinzenz Ritter von Pitreich             | Friedrich Felfernigg                       | |
| Größere bürgerlichen Gemeinden         | Villach                                                                      | Josef Kassin                            | Paul Häuser                                | |
| Größere bürgerlichen Gemeinden         | Villach                                                                      | Mathias Fürst                           | Anton Komploier                            | |
| Größere bürgerlichen Gemeinden         | Friesach                                                                     | Anton Fiala                             | Josef Georg Jeretin                        | |
| Größere bürgerlichen Gemeinden         | St. Veit                                                                     | Wenzel Büttner                          | Josef Weißenhof                            | |
| Größere bürgerlichen Gemeinden         | Völkermarkt                                                                  | Peter Rudolfi, senior                   | Johann Frandl                              | Rudolfi legte das Mandat am 17. Oktober 1848 nieder, die Nachwahl am 2. November 1848 scheiterte daran, dass nur drei Wahlberechtigte erschienen. |
| Größere bürgerlichen Gemeinden         | Wolfsberg                                                                    | Alois Offner                            | Josef Offner                               | Die Gebrüder Offner legten das Mandat im November 1848 nieder. Bei der Nachwahl am 10. November 1848 wurde Franz von Rosthorn als Abgeordneter gewählt (der das Mandat wegen Doppelwahl nicht annahm) und Franz Wohlgemuth als Stellvertreter |
| Größere bürgerlichen Gemeinden         | Marktgemeinde Feldkirchen                                                    | Thomas Novak                            | Johann Jessernig                           | |
| Größere bürgerlichen Gemeinden         | Marktgemeinde Spittal                                                        | Andreas Rieder                          | Johann Grutschnigg                         | |
| Kleinere bürgerliche und Landgemeinden | Unterkärnten, Hauptwahlort Althofen                                          | Josef Holler                            | Joseph Bein                                | |
| Kleinere bürgerliche und Landgemeinden | Unterkärnten, Hauptwahlort Bleiburg                                          | Johann Writz                            | Lukas Miklautz                             | |
| Kleinere bürgerliche und Landgemeinden | Unterkärnten, Hauptwahlort Eberstein                                         | Josef Wernhammer                        | Franz Spieß                                | |
| Kleinere bürgerliche und Landgemeinden | Unterkärnten, Hauptwahlort Friesach                                          | Johann Rauchenwald                      | Karl Maggauer                              | |
| Kleinere bürgerliche und Landgemeinden | Unterkärnten, Hauptwahlort Griffen                                           | Klement Oscharnig                       | Thomas Hermanitz                           | |
| Kleinere bürgerliche und Landgemeinden | Unterkärnten, Hauptwahlort Gurk                                              | Franz Stromberger                       | Georg Köstenberger                         | |
| Kleinere bürgerliche und Landgemeinden | Unterkärnten, Hauptwahlort Kappel                                            | Vinzenz Komposch                        | Andreas Ortner                             | |
| Kleinere bürgerliche und Landgemeinden | Unterkärnten, Hauptwahlort Kirschentheuer                                    | Johann Karner                           | Thomas Obersteiner                         | |
| Kleinere bürgerliche und Landgemeinden | Unterkärnten, Hauptwahlort Lavamünd                                          | Anton Domaingo                          | Karl Tscheboll                             | |
| Kleinere bürgerliche und Landgemeinden | Unterkärnten, Hauptwahlort St. Leonhard                                      | Josef Baumgartner                       | Rupert Nießl                               | |
| Kleinere bürgerliche und Landgemeinden | Unterkärnten, Hauptwahlort Maria Saal                                        | Johann Mentitsch                        | ./.                                        | |
| Kleinere bürgerliche und Landgemeinden | Unterkärnten, Hauptwahlort Moosburg                                          | Vinzenz Weber                           | Johann Grimschitz                          | |
| Kleinere bürgerliche und Landgemeinden | Unterkärnten, Hauptwahlort St. Veit                                          | Peter Kanitsch                          | Johann Tobeitz                             | |
| Kleinere bürgerliche und Landgemeinden | Unterkärnten, Hauptwahlort Viktring                                          | Johann Karner                           | Josef Löschnigg                            | |
| Kleinere bürgerliche und Landgemeinden | Unterkärnten, Hauptwahlort Völkermarkt                                       | Georg Rack                              | Johann Schlutt                             | |
| Kleinere bürgerliche und Landgemeinden | Unterkärnten, Hauptwahlort Wolfsberg für den Bezirk Hartneidstein            | Josef Jäger                             | Georg Kehraus                              | |
| Kleinere bürgerliche und Landgemeinden | Unterkärnten, Hauptwahlort Wolfsberg für die Bezirke St. Andrä und Wolfsberg | Ignaz Peinlich                          | Johann Stöflitsch                          | Peinlich nahm die Wahl nicht an |
| Kleinere bürgerliche und Landgemeinden | Oberkärnten, Hauptwahlort Arnoldstein                                        | Johann Millonigg                        | Franz Wegscheider                          | |
| Kleinere bürgerliche und Landgemeinden | Oberkärnten, Hauptwahlort Feldkirchen                                        | Peter Madruter, vlg. Hansel zu Krahberg | Wolfgang Petritz                           | |
| Kleinere bürgerliche und Landgemeinden | Oberkärnten, Hauptwahlort Gmünd                                              | Johann Tondl                            | Mathias Koch                               | |
| Kleinere bürgerliche und Landgemeinden | Oberkärnten, Hauptwahlort Greifenburg                                        | Johann Taurer                           | Josef Tauerer                              | |
| Kleinere bürgerliche und Landgemeinden | Oberkärnten, Hauptwahlort Hermagor                                           | Johann Leitgeb                          | Christian Tschmelitsch                     | |
| Kleinere bürgerliche und Landgemeinden | Oberkärnten, Hauptwahlort Kötschach                                          | Johann Klaus                            | Johann Drummel                             | |
| Kleinere bürgerliche und Landgemeinden | Oberkärnten, Hauptwahlort Obervellach                                        | Peter Egger                             | Johann Wallner                             | |
| Kleinere bürgerliche und Landgemeinden | Oberkärnten, Hauptwahlort Paternion                                          | Franz Lar                               | Christof Winkler                           | |
| Kleinere bürgerliche und Landgemeinden | Oberkärnten, Hauptwahlort Rosegg                                             | Matthäus Kirchmayer                     | Filipp Wrann                               | |
| Kleinere bürgerliche und Landgemeinden | Oberkärnten, Hauptwahlort Spittal                                            | Johann Grutschnigg                      | Andreas Rieder                             | |
| Kleinere bürgerliche und Landgemeinden | Oberkärnten, Hauptwahlort Villach                                            | Ludwig Brandstetter                     | Johann Wallner                             | |
| Kleinere bürgerliche und Landgemeinden | Oberkärnten, Hauptwahlort Bleiberg                                           | Josef Schöffmann                        | Thomas Köfler                              | Auf der ersten Sitzung des Landtags wurde beschlossen, ein 73stes Mandat einzurichten. Am 23. Juli 1848 wurden die genannten gewählt. Schöffmann legte das Mandat am 26. September, Köfler am 28. September nieder. Bei der Nachwahl am 19. November 1848 erklären die Wahlmänner, ihr Vertrauen gälte den Abgeordneten Franz von Jakomini/Franz Hollenia; ein eigener Abgeordneter sei nicht notwendig. |

Anmerkung: Durch Mandatsniederlegungen und Nachwahlen gab es weitere Abgeordnete. Die List nennt die ursprünglich gewählten Kandidaten und stellt Mandatsveränderungen in der Spalte Anmerkung dar.